# Денатурація (біохімія)

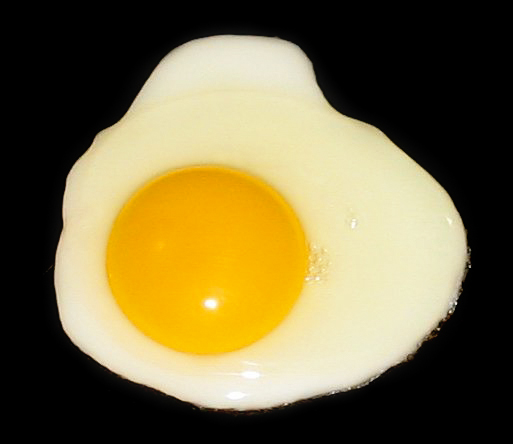
Незворотна денатурація яєчного білка і втрата ним розчинності через обробку високою температурою.

Денатура́ція — порушення високорівневої структури макромолекул (зазвичай білків або нуклеїнових кислот) внаслідок надзвичайних умов навколишнього середовища, наприклад, обробки кислотами або основами, високими концентраціями неорганічних солей або органічних розчинників (спирт, хлороформ), нагрівання. У підсумку, макромолекула втрачає нативний стан та необхідні властивості для діяльності в клітині. Денатуровані білки проявляють широкий перелік ознак, від втрати розчинності до агрегації.
Денатурація білка — це тимчасове або постійне порушення четвертинної, третинної і вторинної структури білка. Воно може бути викликане нагріванням, дією радіації, струшуванням тощо. Денатурація білка відбувається під час варіння яєць, приготуванні їжі тощо.

## Вплив денатурації білка на хімічні зв'язки
При денатурації білка розриваються водневі, дисульфідні, електростатичні та ван -дер -вальсові зв'язки.При цьому, первинна структура білка не порушується і навіть може стихійно скручуватись назад, але вже не повернеться до нативної структури.

## Вплив на властивості білка
Після денатурації знижується гідрофільність або розчинність білка у воді, збільшується в'язкість, посилюється здатність білками до розщеплення ферментами, агрегація білка з можливим випадінням в осад.Змінюються оптичні показники.

Білки рослинного насіння, денатуруючись, лишають рослину можливості до проростання.(Наприклад, при довгому зберіганні).

## Використання денатурації в медицині
Денатурацію використовують в лабораторних дослідженнях( наприклад, визначення білка в біологічному матеріалі), для знезараження (наприклад, спирт із антисептика осаджує білки вірусних частинок), в фармацевтиці денатурації використовують для перевірки рідких форм білкових препаратів(ампули).

## Вплив денатурації на здоров'я людини
Через те, що людський організм має у своїй структурі білкові молекули, він перебуває у небезпеці від таких факторів:
- Підвищена температура (температура вище 42° C призводить до незровотньої денатурації білка міозина, який починає денатуруватись з 37° C, викликаючи біль у м'язах) ;
- Отруєння солями важких металів (денатурація білка і подальше осадження).

Ренатурація — це процес, зворотний денатурації, за якого білки повертають власну четвертинну, третинну і вторинну структуру(процес відновлення.)

### Деструкція
Деструкція - це незворотній процес руйнування біологічної структури білка.(Його первинної структури)